# Ghemme
Ghemme är en ort och kommun i provinsen Novara i regionen Piemonte i Italien. Kommunen hade 3 499 invånare (2018).